# クレアチニン
クレアチニン（英: creatinine, Cr, CRE, CREA）は、筋肉へのエネルギーの供給源であるクレアチンリン酸の代謝産物。血清生化学検査ではCr、CRE、CREAなどの略号で記載される事が多い。本項では以下Crと記す。

## 生理
Crは主に筋肉で作られて血中に入り、糸球体で濾過された後、殆ど再吸収されず速やかに尿中に排出される。

## 意義
Crは主に筋肉で作られるので、血清中のCr濃度（以下、血清Cr値）は筋肉のスクリーニング検査に用いられる。また、Crは腎臓から速やかに尿中に排出されるので、血清Cr値は腎臓のスクリーニング検査に用いられる。また、血清Cr値は尿中Cr濃度と併せて腎機能検査に用いられる。

## 検査
血清Cr値を測定するには採血を行い、血清生化学検査を行う。尿中Cr濃度を測定するには一日蓄尿中検査を行い、一日蓄尿中の重さを体重で割って算出する。腎機能を検査するには血清Cr 値と尿中Cr濃度からクレアチニンクリアランスを計算する。

## 正常値
Cr総量は体筋肉量を反映しているので、体筋肉率の多い男性の方が正常値も高い。正常値は施設によって若干異なるが概ね以下の通り。
- 血清Cr値:男性で0.6～1.2mg/dl､女性で0.4～1.0mg/dl
- 尿中Cr濃度:男性で20～26mg/kg/日、女性で14～22mg/kg/日

## 判定
- 血清Cr値が正常以上であったり尿中Cr濃度が正常以下である時、異常が高度であれば腎不全が疑われる。異常が軽度であれば、血清濃度が高くなる脱水等や、心不全・ショックや、腎炎（糸球体腎炎、間質性腎炎、等）や、尿路異常症（尿管結石、前立腺肥大、等）や、血中高抗利尿ホルモン症（先端巨大症、等）等が示唆される。
- 血清Cr値が正常範囲以下であったり尿中Cr濃度が正常範囲以上であれば、多くの場合、妊娠、糖尿病の初期、長期臥床、等が示唆される。稀に筋肉量が減る病気（尿崩症、筋ジストロフィー、多発性筋炎、筋萎縮性側索硬化症、等）もある。